# GIGer
GIGer – niezależny profesjonalista, specjalista, elastyczny współpracownik, freelancer, osoba pracująca tymczasowo, a także konsultant i niezależny kontraktor. Najczęściej prowadzi własną jednoosobową działalność gospodarczą lub współpracuje na podstawie innych elastycznych form współpracy, np. wysoko wykwalifikowany specjalista (np. IT), profesjonalista (np. konsultant, lekarz, prawnik, psycholog, księgowy). GIGer jest spolszczoną nazwą giggera (ang. gig workera).

## GIGekonomia
Trend związany z nawiązywaniem współpracy z niezależnymi GIGerami jest nazywany GIGekonomią. GIGekonomia obejmuje wymianę pracy za pieniądze między jednostkami lub firmami za pośrednictwem platform cyfrowych, które aktywnie ułatwiają dopasowanie między dostawcami i klientów, krótkoterminowo i odpłatnie za zlecenie.
Gig economy rozwija się najszybciej na rynku amerykańskim. W Stanach Zjednoczonych obecnie (na dzień publikacji) około 36% pracowników to GIGerzy, a do 2027 r. może ich być połowa. Pomiędzy 2016 i 2019 rokiem rynek GIGerów w Wielkiej Brytanii podwoił się. Zgodnie z szacunkami, do 2025 roku w Polsce dojdzie do trendu wzrostowego w analogicznej skali.

## Termin „gig”
„Gig” ma różne znaczenia w języku angielskim, w tym rodzaj łodzi i rozwidlonej włóczni, ale ma dwa główne, nowoczesne, nieformalne znaczenia: każda płatna praca lub rola, szczególnie dla muzyka lub wykonawcy i każda praca, zwłaszcza ta tymczasowa. GIG to praca, zadanie, zlecenie lub projekt – najczęściej czasowa lub krótkoterminowa.

## Uberyzacja
W 2000 roku cyfrowa transformacja gospodarki i przemysłu rozwijała się szybko dzięki rozwojowi technologii informacyjno-komunikacyjnych, takich jak Internet oraz popularyzacji smartfonów. W rezultacie platformy oparte na technologii cyfrowej stworzyły miejsca pracy i formy zatrudnienia, które różnią się od istniejących form współpracy offline poziomem dostępności, wygody i konkurencyjności cenowej. Definicja pracy zaczęła się zmieniać wraz ze zmieniającymi się warunkami ekonomicznymi i ciągłym postępem technologicznym, a zmiana w gospodarce stworzyła nową siłę roboczą charakteryzującą się wykonywaniem pracy w sposób niezależny i kontraktowy.
Uberyzacja to neologizm opisujący komercjalizację branży usługowej przez nowych uczestników rynku korzystających z platform cyfrowych, w tym aplikacji mobilnych, w celu agregowania transakcji między klientami a dostawcami usług, często z pominięciem roli istniejących pośredników. Termin pochodzi od nazwy firmy „Uber”. Uberyzacja wzbudziła obawy dotyczące rządowych regulacji i podatków w Stanach Zjednoczonych w 2010 roku, ponieważ sformalizowane stosowanie gig economy doprowadziło do sporów dotyczących zakresu, w jakim dostawca usług za pośrednictwem cyfrowej platformy powinien być pociągany do odpowiedzialności w zakresie regulacji korporacyjnych i obowiązków podatkowych.
W 2018 roku 36% amerykańskich pracowników dołączyło do gig economy, w ramach podstawowego lub drugorzędnego miejsca pracy. Według badania, w Europie w roku 2017 w gig economy uczestniczyło 9,7 procent GIGerów z 14 krajów UE. Tymczasem szacuje się, że liczebność GIGerów, która obejmuje niezależnych profesjonalistów wynosiła od 20% do 30% populacji aktywnej zawodowo w Stanach Zjednoczonych i Europie w 2018 roku.
Badanie przeprowadzone w 2016 roku przez McKinsey Global Institute wykazało, że w Ameryce i Anglii 162 miliony osób wykonywało pracę w ramach gig economy.

## Przyszłość
Pomiar wielkości siły roboczej jest trudny ze względu na różne definicje tego, co stanowi pracę w ramach gig economy, ograniczenia metod stosowanych do zbierania danych, brak definicji prawnych GIGerów w ramach przepisów prawno-podatkowych.
Pojawienie się gig economy nie jest odosobnionym trendem, ale wiąże się z szerokimi zmianami w gospodarce. Postępy w globalizacji i technologii wywierają presję na firmy, aby szybko reagowały na zmiany rynkowe. Zabezpieczenie siły roboczej za pomocą nietradycyjnych umów, takich jak współpraca w ramach kontraktu, umożliwi firmom szybkie dostosowanie do zmieniającej się rzeczywistości rynkowej. Może to pomóc firmom zwiększyć ich zyski. Z tego punktu widzenia praca w ramach gig economy jest fundamentalnym elementem dzisiejszej gospodarki.